# Морфологічний каталог кратерів Місяця
Морфологічний каталог кратерів Місяця (рос. Морфологический каталог кратеров Луны) — каталог усіх відомих на час його складання місячних кратерів діаметром понад 10 км. Містить дані про 14 923 кратерів — координати, діаметр та деякі морфологічні ознаки (наявність та чіткість валу, наявність терас, обвалень, центральної гірки, променевої системи, лави на дні, тип підстилаючої поверхні та ін.). Це перший каталог такої кількості даних для такої кількості кратерів. Виданий 1987 року видавництвом МДУ імені Ломоносова під загальною редакцією Владислава Володимировича Шевченка. Доступний в інтернеті у форматах CSV та XLS.
Каталог складено на основі візуального аналізу більш ніж тисячі знімків Місяця, отриманих із Землі та кількох космічних апаратів. Похибка координат має порядок у кілька десятих градуса (для зворотного боку іноді перевищує 1°). Похибка діаметра — близько 2 км для кратерів діаметром 10–50 км та 5–10 км для більших.
Використовувався каталог, серед іншого, для дослідження розподілу кратерів за розміром і за місцем знаходження («моря» чи «континенти»), а також особливостей їх руйнування.